# Cochecton (New York)
Cochecton est une town du comté de Sullivan, dans l'État de New York, aux États-Unis.  

## Géographie
La population de Cochecton était de 1 448 habitants au recensement de 2020.

## Personnalités
- Mary Strong Clemens (1873-1968), botaniste et collectionneuse de plantes, est née à Cochecton.